# Сура Аль-Гумаза
Сура Аль-Гумаза (араб. سورة الهمزة‎) або Насмішник — сто четверта сура Корану. Мекканська, містить 9 аятів.

1. Горе кожному насмішнику, наклепнику!
2. Який зібрав багатство та підрахував його!
3. Думає він, що багатство зробить його безсмертним.
4. Але ж ні! Істинно, буде він вкинутий у розтрощуюче
5. А звідки тобі знати, що це — розтрощуюче?
6. Це — вогонь Аллага розпалений,
7. який здіймається над серцями.
8. Воістину, він зімкнеться над ними
9. на ланцюгах простягнутих.